# Bucharest Trophy (handbal feminin) - Ediția 2015

Bucharest Trophy 2015 a fost a doua ediție a turneului Bucharest Trophy, găzduit în intersezon de București, România, între 20 și 23 august 2015. Bucharest Trophy s-a desfășurat sub forma unei competiții internaționale amicale de handbal feminin pentru cluburi. ŽRK Budućnost, câștigătoarea din 2015 a Ligii Campionilor EHF, a participat la turneu împreună cu echipa organizatoare (CSM București) și alte patru formații. Partidele au avut loc la Sala Polivalentă.
Câștigătoarea Bucharest Trophy 2015 a fost CSM București, fiind al doilea an consecutiv când clubul bucureștean își adjudecă acest trofeu.

## Cluburi participante
La competiția din 2015 au luat parte șase echipe. Cu excepția clubului gazdă, pe data de 1 mai 2015 a fost anunțată și ŽRK Budućnost Podgorica. Pe 7 mai 2015 s-a confirmat participarea ŽRK Vardar, iar pe 13 mai, pe pagina de Facebook a clubului bucureștean au fost confirmate alte trei echipe invitate. A șasea echipă, Larvik HK, a fost făcută publică pe 18 mai 2015. Ulterior s-a anunțat că Larvik HK a declinat invitația și a fost înlocuită cu HCM Baia Mare.
Astfel, cluburile participante au fost:
- CSM București (clubul gazdă)
- ŽRK Budućnost Podgorica
- ŽRK Vardar
- Rostov-Don
- Corona Brașov
- HCM Baia Mare

## Televizare
Toate meciurile turneului au fost transmise în direct de canalele postului de televiziune DigiSport.

## Faza grupelor
Ca și în anul anterior, echipele au fost împărțite în două grupe de câte trei, în care au jucat după sistemul „fiecare cu fiecare”. Programul partidelor a fost publicat pe pagina oficială a competiției. Meciurile fazei grupelor s-au desfășurat pe 20-22 august 2013.

### Grupa A
| Echipa        | M | V | E | Î | GM | GP | G  | Pct |
| ------------- | - | - | - | - | -- | -- | -- | --- |
| ŽRK Budućnost | 2 | 1 | 0 | 1 | 48 | 46 | +2 | 2   |
| Rostov-Don    | 2 | 1 | 0 | 1 | 52 | 51 | +1 | 2   |
| HCM Baia Mare | 2 | 1 | 0 | 1 | 48 | 51 | −3 | 2   |

| 20 august 2015 DigiSport316:30 | ŽRK Budućnost | 26 - 23 | Rostov-Don | Sala Polivalentă, București |
| 20 august 2015 DigiSport316:30 | Petrović 9    | (13-12) | Ilina 5    | Sala Polivalentă, București |
| 20 august 2015 DigiSport316:30 | Cronica       |         |            | Sala Polivalentă, București |

| 21 august 2015 DigiSport216:30 | HCM Baia Mare   | 25 - 29 | Rostov-Don | Sala Polivalentă, București Arbitri: Iliescu, Manea |
| 21 august 2015 DigiSport216:30 | do Nascimento 6 | (14-15) | Sen 6      | Sala Polivalentă, București Arbitri: Iliescu, Manea |
| 21 august 2015 DigiSport216:30 | 3×              | Cronica | 5×         | Sala Polivalentă, București Arbitri: Iliescu, Manea |

| 22 august 2015 DigiSport115:00 | ŽRK Budućnost                            | 22 - 23 | HCM Baia Mare   | Sala Polivalentă, București Arbitri: Dobre, Potârniche |
| 22 august 2015 DigiSport115:00 | Bulatović, Mehmedović, Neagu, Raičević 4 | (9-11)  | do Nascimento 4 | Sala Polivalentă, București Arbitri: Dobre, Potârniche |
| 22 august 2015 DigiSport115:00 | 5× 1×                                    | Cronica | 5×              | Sala Polivalentă, București Arbitri: Dobre, Potârniche |

### Grupa B
| Echipa        | M | V | E | Î | GM | GP | G   | Pct |
| ------------- | - | - | - | - | -- | -- | --- | --- |
| CSM București | 2 | 2 | 0 | 0 | 64 | 51 | +13 | 4   |
| ŽRK Vardar    | 2 | 1 | 0 | 1 | 55 | 61 | −6  | 2   |
| Corona Brașov | 2 | 0 | 0 | 2 | 49 | 56 | −7  | 0   |

| 20 august 2015 DigiSport319:00 | ŽRK Vardar | 27 - 26    | Corona Brașov | Sala Polivalentă, București Arbitri: Florescu, Stoia |
| 20 august 2015 DigiSport319:00 | Lekić 7    | (10-14)    | Zamfir 8      | Sala Polivalentă, București Arbitri: Florescu, Stoia |
| 20 august 2015 DigiSport319:00 | 5× 3×      | [ Cronica] | 4× 3×         | Sala Polivalentă, București Arbitri: Florescu, Stoia |

| 21 august 2015 DigiSport319:00 | CSM București | 29 - 23 | Corona Brașov | Sala Polivalentă, București Arbitri: Pîrvu, Stamatoiu |
| 21 august 2015 DigiSport319:00 | Rodrigues 6   | (14-10) | Cartaș 8      | Sala Polivalentă, București Arbitri: Pîrvu, Stamatoiu |
| 21 august 2015 DigiSport319:00 | 1× 3×         | Cronica | 4× 4×         | Sala Polivalentă, București Arbitri: Pîrvu, Stamatoiu |

| 22 august 2015 DigiSport317:30 | ŽRK Vardar | 28 - 35    | CSM București | Sala Polivalentă, București Arbitri: Iliescu, Manea |
| 22 august 2015 DigiSport317:30 | Lekić 6    | (12-20)    | Jørgensen 9   | Sala Polivalentă, București Arbitri: Iliescu, Manea |
| 22 august 2015 DigiSport317:30 | 4× 3×      | [ Cronica] | 3× 2×         | Sala Polivalentă, București Arbitri: Iliescu, Manea |

## Meciurile de clasament

### Locurile 5-6
| 23 august 2015 DigiSport313:00 | HCM Baia Mare   | 31 - 29 | Corona Brașov | Sala Polivalentă, București Arbitri: Dobre, Potârniche |
| 23 august 2015 DigiSport313:00 | do Nascimento 8 | (16-16) | Zamfir 11     | Sala Polivalentă, București Arbitri: Dobre, Potârniche |
| 23 august 2015 DigiSport313:00 | Cronica         |         |               | Sala Polivalentă, București Arbitri: Dobre, Potârniche |

### Locurile 3-4
| 23 august 2015 DigiSport215:30 | Rostov-Don | 27 - 33 | ŽRK Vardar | Sala Polivalentă, București |
| 23 august 2015 DigiSport215:30 | Ilina 8    | (12-13) | Lekić 6    | Sala Polivalentă, București |
| 23 august 2015 DigiSport215:30 | Cronica    |         |            | Sala Polivalentă, București |

## Finala
| 23 august 2015 DigiSport218:00 | ŽRK Budućnost | 26 - 27 | CSM București | Sala Polivalentă, București Asistență: 2.000 |
| 23 august 2015 DigiSport218:00 | Bulatović 9   | (13-14) | Jørgensen 7   | Sala Polivalentă, București Asistență: 2.000 |
| 23 august 2015 DigiSport218:00 |               | Cronica | 1×            | Sala Polivalentă, București Asistență: 2.000 |

## Clasament și statistici
| \| \| CSM București \| \| 2 \| ŽRK Budućnost \| \| 3 \| ŽRK Vardar \| \| 4 \| Rostov-Don \| \| 5 \| HCM Baia Mare \| \| 6 \| Corona Brașov \| 1. 2. 3. 4. 5. 6. 7. 8. - Pagina oficială a Bucharest Trophy 2015 - ru Pagina oficială a clubului Rostov-Don: Ziua întâi; Ziua a doua; Bucharest Trophy 2015 la final - sr Pagina oficială a clubului ŽRK Budućnost: Pobjeda protiv Rostova Arhivat în 9 septembrie 2015, la Wayback Machine.; Poraz od Baja Marea Arhivat în 9 septembrie 2015, la Wayback Machine. - mk Pagina oficială a clubului ŽRK Vardar: Triumfod nad Rostov |               |
| | CSM București |
| 2 | ŽRK Budućnost |
| 3 | ŽRK Vardar    |
| 4 | Rostov-Don    |
| 5 | HCM Baia Mare |
| 6 | Corona Brașov |